# Dekanat Los Doce Apóstoles (archidiecezja Barranquilla)
Dekanat Los Doce Apóstoles – jeden z 27 dekanatów rzymskokatolickiej archidiecezji Barranquilla w Kolumbii.
Według stanu na styczeń 2017 w skład dekanatu Los Doce Apóstoles wchodziło 7 parafii rzymskokatolickich. Urząd dziekana sprawował wówczas Padre Lucas Peña Buendía, proboszcz parafii Dwunastu Apostołów w La Unión.

## Lista parafii
Źródło:
| Lp. | Miejscowość  | Parafia                                             | Grafika | Kościół                                                            | Adres                                                      | Proboszcz                             |
| --- | ------------ | --------------------------------------------------- | ------- | ------------------------------------------------------------------ | ---------------------------------------------------------- | ------------------------------------- |
| 1   | La Victoria  | Parafia św. Germana z Paryża                        |         | Kościół św. Germana z Paryża w La Victoria                         | Cra. 10C #45–106 (La Victoria) www.sangermandeparisbaq.org | ks. Juan Ávila Estrada                |
| 2   | La Sierrita  | Parafia Jezusa Proroka                              |         | Kościół Jezusa Proroka w La Sierrita                               | Calle 52D 11-97 (La Sierrita)                              | ks. Ariel Álvarez Vergel              |
| 3   | Buenos Aires | Parafia Najświętszej Maryi Panny Matki Miłosierdzia |         | Kościół Najświętszej Maryi Panny Matki Miłosierdzia w Buenos Aires | Calle 45A #5B–11 (Buenos Aires)                            | ks. Carlos Arturo Quevedo Baza        |
| 4   | Kennedy      | Parafia Jezusa Miłosiernego                         |         | Kościół Jezusa Miłosiernego w Kennedy                              | Calle 52C #8G-06 (Kennedy)                                 | ks. Hermes Sanchez Sanchez            |
| 5   | La Unión     | Parafia Dwunastu Apostołów                          |         | Kościół Dwunastu Apostołów w La Unión                              | Carrera 18 36B - 44 (La Unión)                             | ks. Lucas Peña Buendía (dziekan)      |
| 6   | La Alboraya  | Parafia Najświętszej Maryi Panny z Lourdes          |         | Kościół Najświętszej Maryi Panny z Lourdes w La Alboraya           | Cra. 8H #40 - 43 (La Alboraya)                             | ks. Fidel Bautista Iglesias Rodríguez |
| 7   | Las Palmas   | Parafia Narodzenia Najświętszej Maryi Panny         |         | Kościół Narodzenia Najświętszej Maryi Panny w Las Palmas           | Calle 35A #8D Esq. (Las Palmas)                            | ks. José Alfonso De Armas García      |